# Ерпусъяха
Ерпусъяха (устар. Ер-Пус-Яха) — река в России, протекает по Ямало-Ненецкому АО. Устье реки находится в 16 км по левому берегу реки Маханяд-Пусъяха. Длина реки составляет 76 км.

## Притоки
- 7 км: Ерпусъяхатарка
- 22 км: Вары-Пусъяха
- 57 км: река без названия

## Данные водного реестра
По данным государственного водного реестра России относится к Нижнеобскому бассейновому округу, водохозяйственный участок реки — Надым. Речной бассейн реки — Надым.
Код объекта в государственном водном реестре — 15030000112115300051740.